# Hilary Caldwell
Hilary Caldwell (London, 13 de marzo de 1991) es una deportista canadiense que compitió en natación, especialista en el estilo espalda.
Participó en los Juegos Olímpicos de Verano, en los años 2012 y 2016, obteniendo una medalla de bronce en Río de Janeiro 2016, en la prueba de 200 m espalda. Ganó una medalla de bronce en el Campeonato Mundial de Natación de 2013, en la misma prueba.

## Palmarés internacional
| Juegos Olímpicos   | Juegos Olímpicos        | Juegos Olímpicos  | Juegos Olímpicos |
| Año                | Lugar                   | Medalla           | Prueba           |
| ------------------ | ----------------------- | ----------------- | ---------------- |
| 2016               | Río de Janeiro (Brasil) | Medalla de bronce | 200 m espalda    |
| Campeonato Mundial |                         |                   |                  |
| Año                | Lugar                   | Medalla           | Prueba           |
| 2013               | Barcelona (España)      | Medalla de bronce | 200 m espalda    |